# Monaco (tipografía)
Monaco es un  tipo de letra del tipo serif  monoespaciada, diseñada por Susan Kare y Kris Holmes. La familia se incluye en todas las versiones de Mac OS X (incluyendo la versión 10.6) y ya estaba presente en versiones anteriores del sistema operativo Mac. Los caracteres son muy distintos y es muy dificultoso confundirse entre 0 (número cero) y O (o mayúscula), o 1 (número uno), | (barra vertical) y l (letra l (ele) minúscula).
Monaco ha sido lanzada en al menos tres formas. La original fue una fundición de mapa de bits monoespaciado que aparece en las ROMs del Mac, y todavía el tamaño por defecto es de 9 puntos de tamaño incluso en OS X. La segunda es la forma en contorno, vagamente similar a Lucida Console y creada como un archivo de tipografía TrueType para System 6 y System 7; lo que es el estándar. Hubo una tercera forma conocida como MPW, que fue diseñada para ser utilizada en el IDE Macintosh Programmer's Workshop; está forma fue esencialmente una conversión del tipo de letra de mapa de bits en un tipo con contorno, con la adición de algunas de las mismas características de desambiguación que fueron agregadas a TrueType Monaco.
En Mac OS X 10.6 Snow Leopard, Monaco dejó de ser la familia tipográfica por defecto de Terminal para ser sustituida por Menlo, una familia basada en Bitstream Vera Sans Mono, como el popular tipo de letra DejaVu Sans Mono. Sin embargo, Monaco permanece precargada en todos los sistemas Snow Leopard.